# Laxenecera albicincta
Laxenecera albicincta är en tvåvingeart som först beskrevs av Friedrich Hermann Loew 1852.  Laxenecera albicincta ingår i släktet Laxenecera och familjen rovflugor. Inga underarter finns listade i Catalogue of Life.